# سسک کانادایی
سسک کانادایی (نام علمی: Cardellina canadensis)، یک پرنده آوازخوان کوچک شمالی از خانواده چرخ‌ریسک‌نمایان یا سسکان جهان جدید (Parulidae) است. تابستان را در کانادا و شمال شرقی ایالات متحده و زمستان را در شمال آمریکای جنوبی می‌گذراند.
سسک کانادایی هم در کانادا و هم در ایالات متحده در سطح فدرال محافظت می‌شود.